# Fabien Ducousso
Fabien Ducousso, né le 28 avril 1977, est un joueur français de football américain. Il évolue aux Black Panthers de Thonon et dans l'Équipe de France de football américain. Il mesure 1,80 m et pèse 130 kg.

## Équipe
Chez les Argonautes d'Aix-en-Provence, Fabien Ducousso est en équipe Sénior Elite. Il joue Offensive Linemen et porte le n° 56. Il dispute le championnat du monde 2011 en Autriche avec l'équipe de France, pour les championnats du monde de 2011 en Autriche : il évolue au même poste et porte le n° 62.
En 2012, les Black Panthers de Thonon annoncent son arrivée au club .